# Władysław Wojewoda

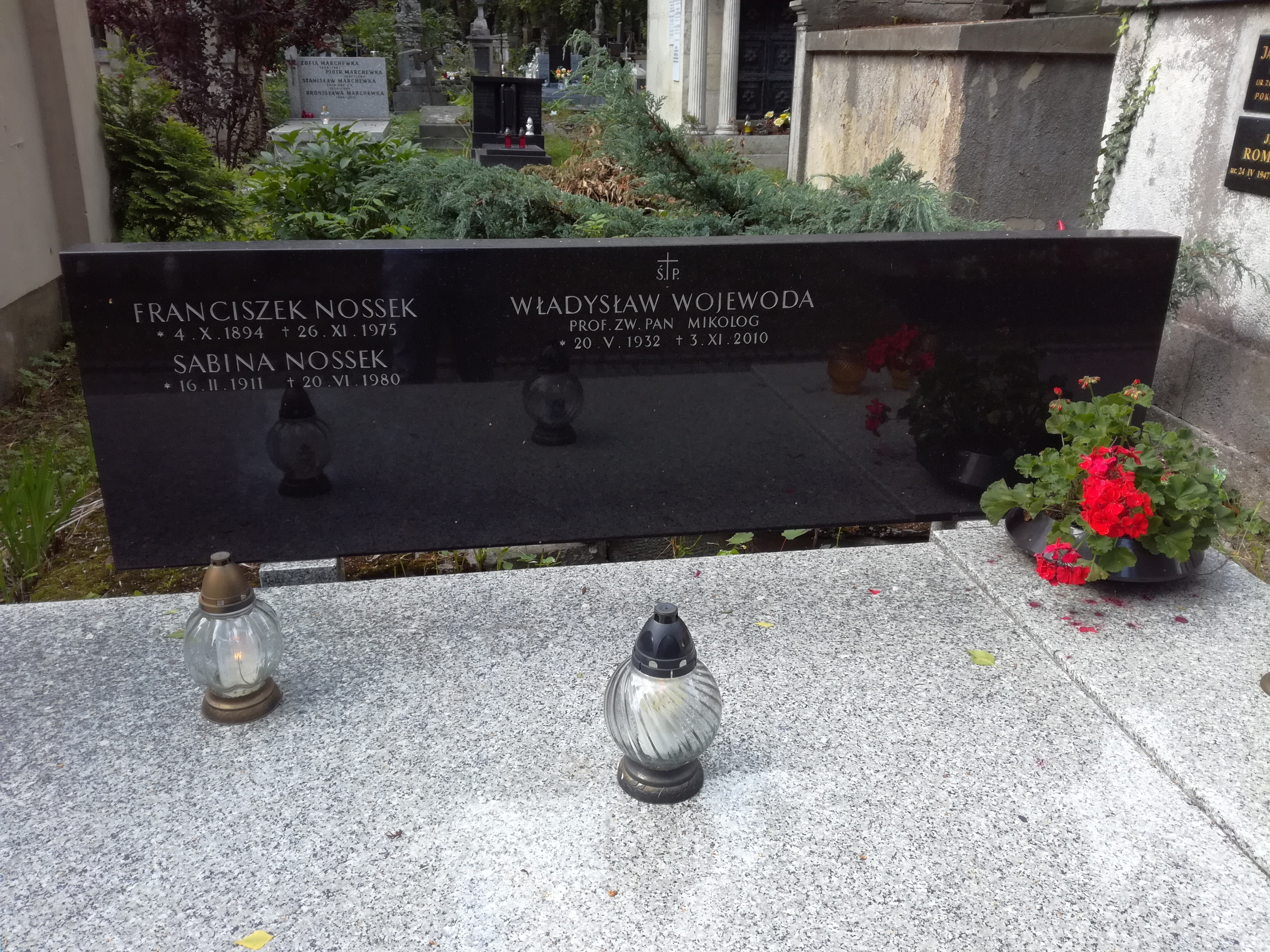
Grób prof. Władysława Wojewody

Władysław Wojewoda (ur. 20 maja 1932 w Przemyślu, zm. 3 listopada 2010 w Krakowie) – polski biolog, nauczyciel akademicki, specjalista w zakresie botaniki i mykologii.

## Życiorys
Ukończył studia na Wydziale Biologii i Nauk o Ziemi Uniwersytetu Jagiellońskiego w Krakowie i rozpoczął pracę zawodową na tej uczelni w Katedrze Systematyki i Geografii Roślin. Obronił pracę doktorską „Grzyby wielkoowocnikowe Ojcowskiego Parku Narodowego”, w 1989 uzyskał tytuł profesora nauk przyrodniczych. W latach 1969–2003 pracował w Instytucie Botaniki PAN w Krakowie, skupiając się na grzybach. Jest autorem około 300 publikacji naukowych, w tym monografii.
Największe jego dokonania to:
- Monografia występujących w Polsce grzybów należących do rzędów Auriculariales i Tremellales,
- Krytyczna lista wielkoowocnikowych grzybów podstawkowych Polski[3],
- Czerwona lista zagrożonych grzybów wielkoowocnikowych Polski,
- Grzyby wielkoowocnikowe Korei Północnej.

W Instytucie Botaniki w Krakowie założył wielki zbiór grzybów liczący 53 tys. okazów. Jest to jeden z najważniejszych zbiorów grzybów w Polsce. Był wykładowcą, promotorem prac magisterskich i doktorskich. Prowadził naukowe badania grzybów na Babiej Górze, w Gorcach, na Magurze Spiskiej, w Ojcowskim i Tatrzańskim Parku Narodowym, w Puszczy Niepołomickiej i w Korei Północnej. Współpracował z mykologami z Czechosłowacji. Wraz z prof. Barbarą Gumińską opracował klucz do oznaczania grzybów wielkoowocnikowych Polski, im też poświęcił swój ostatni artykuł: „Laricifomes officinalis in the Gorce Mountains (S Poland)”.
Został pochowany na cmentarzu Rakowickim w Krakowie.

## Publikacje
- 2003, Morphology of Some Rare and Threatened Polish Basidiomycota, Acta Mycologica, vol. 38, nr 1-2, Władysław Wojewoda
- Macrofungi of North Korea collected in 1982–1986 Polish Botanical Studies, Władysław Wojewoda, Halina Komorowska
- Invasive macrofungi (Ascomycota and Basidiomycota) in Poland, Dariusz Karasiński, Władysław Wojewoda
- Grzyby wielkoowocnikowe rezerwatu „Bór na Czerwonem” w Kotlinie Orawsko-Nowotarskiej (Karpaty Zachodnie), Halina Komorowska, Władysław Wojewoda
- Atlas of the Geographical Distribution of Fungi in Poland. 3., Władysław Wojewoda
- Atlas of the Geographical Distribution of Fungi in Poland. 2., Władysław Wojewoda